# Proposta Repubblicana
Proposta Repubblicana (in spagnolo Propuesta Republicana, PRO) è un partito politico argentino di orientamento liberista e conservatore. Forma parte della coalizione Insieme per il Cambiamento.

## Storia

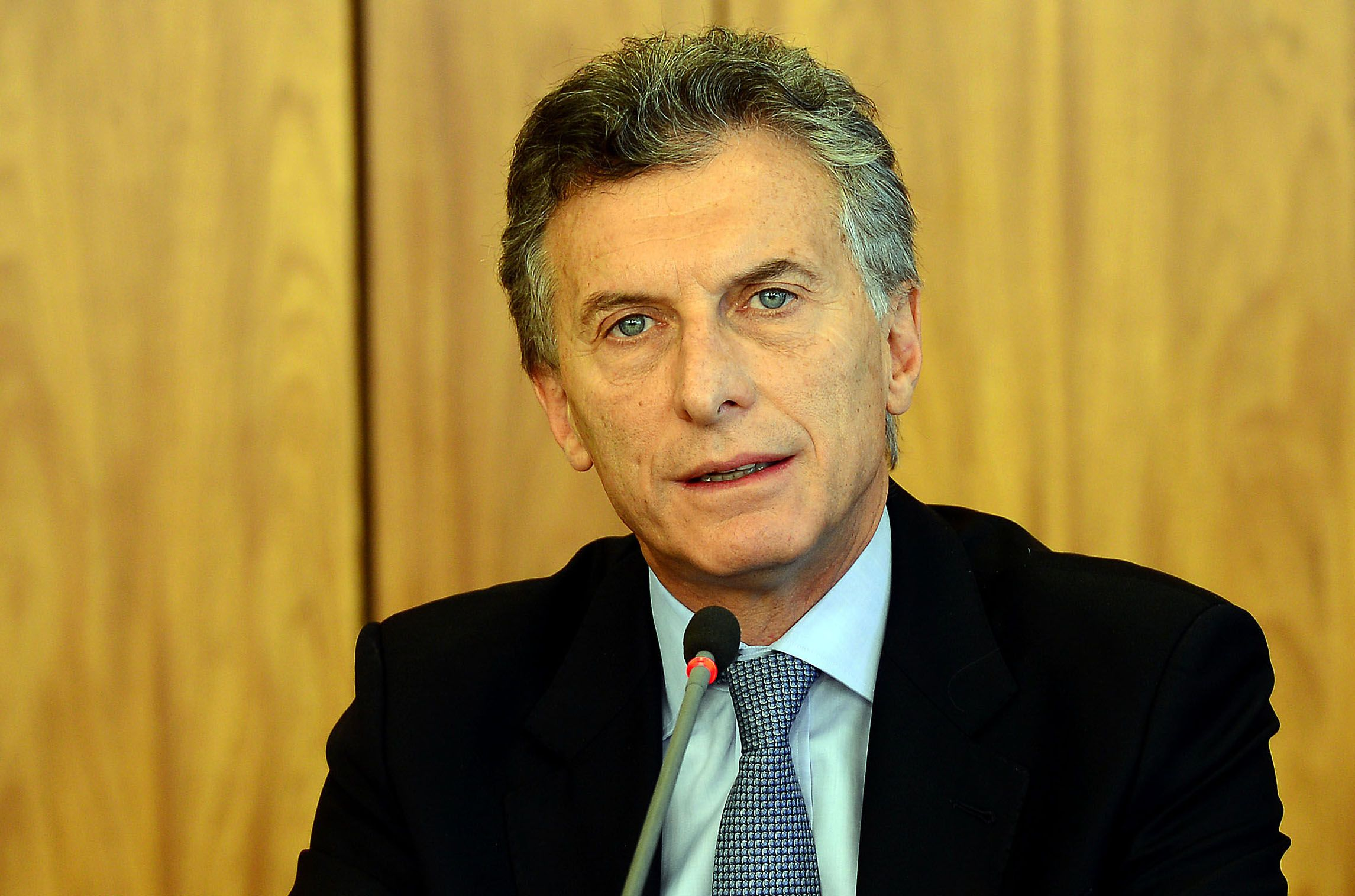
L'ex Presidente della Repubblica Mauricio Macri.

Fu fondato nel 2005 a seguito della confluenza di due distinti soggetti politici:
- Compromiso para el Cambio, conservatore, attivo soprattutto a Buenos Aires, guidato da Mauricio Macri;
- Recrear para el Crecimiento, liberal-conservatore, guidato da Ricardo López Murphy.

Precursore dell'alleanza fu il Frente Compromiso para el Cambio, fondato nel 2003, di cui facevano parte vari partiti di orientamento giustizialista e federalista.
PRO si è caratterizzata come portatrice delle istanze liberiste.
PRO, in coalizione con altri partiti principali, ottenne, alle elezioni di Buenos Aires del 2007, 15 consiglieri su 30, eleggendo Mauricio Macri Capo del Governo locale.
Alle presidenziali nazionali del 2007, PRO ha sostenuto López Murphy, che ha ottenuto appena l'1,4% dei voti.
Alle elezioni legislative del 2009, alla Camera, l'alleanza Union-PRO hanno guadagnato 12 seggi. L'ACyS (centro-sinistra) ha conquistato 42 seggi, contro i 26, che già possedeva (16 in più). Ad uscire danneggiati dalla competizione sono stati i Kirchneristi (peronisti di sinistra) (FpV - PJ ed alleati), che hanno in tutto perso 24 seggi, tornati in tal modo minoritari alla Camera (13 seggi in meno della metà). Nella provincia di Buenos Aires, l'alleanza Unión - Pro è risultata prima con il 34,58% dei voti.

## Presidenti
| Nº | Presidente                     | Mandato         | Mandato         | Mandato |
| Nº | Presidente                     | Inizio          | Fine            | Note    |
| -- | ------------------------------ | --------------- | --------------- | ------- |
| 1  | Mauricio Macri                 | 5 agosto 2005   | 17 aprile 2012  |         |
| 2  | Humberto Schiavoni             | 17 aprile 2012  | 5 febbraio 2020 |         |
| 3  | Patricia Bullrich              | 5 febbraio 2020 | 14 aprile 2023  | [ 4 ]   |
| 4  | Federico Angelini (ad interim) | 14 aprile 2023  | 23 ottobre 2023 |         |
| 5  | Patricia Bullrich              | 23 ottobre 2023 | in carica       |         |